# Niagara Icedogs
Niagara Icedogs, stiliserat som Niagara IceDogs,  är ett kanadensiskt proffsjuniorishockeylag som har spelat i Ontario Hockey League (OHL) sedan 2007. De har dock sitt ursprung från 1998 när Mississauga Icedogs anslöt sig till OHL. 2006 blev laget uppköpta av affärsmannen Eugene Melnyk, som äger Ottawa Senators i NHL sedan 2003. 2007 sålde Melnyk Icedogs och laget flyttades till St. Catharines för att vara dagens Niagara Icedogs.
Icedogs spelar sina hemmamatcher i inomhusarenan Meridian Centre, som har en publikkapacitet på 5 300 åskådare, i St. Catharines i Ontario. Laget har ännu inte vunnit någon Memorial Cup eller J. Ross Robertson Cup, som är trofén som ges till det vinnande laget av OHL:s slutspel.
De har fostrat spelare som bland andra Andrew Agozzino, Darren Archibald, Matt Corrente, Vince Dunn, Alex Friesen, Dougie Hamilton, Freddie Hamilton, Josh Ho-Sang, Tom Kühnhackl, Alex Nedeljkovic, Jamie Oleksiak, Brendan Perlini, Alex Pietrangelo, Brett Ritchie, Andrew Shaw, Jeremy Smith, Ryan Strome och Mark Visentin.